# Lizerne
Lizerne är ett vattendrag i Schweiz. Det ligger i den sydvästra delen av landet, 80 km söder om huvudstaden Bern.
I omgivningarna runt Lizerne växer i huvudsak blandskog. Runt Lizerne är det ganska glesbefolkat, med 39 invånare per kvadratkilometer.